# Misina
Misina är ett berg i Ungern.   Det ligger i provinsen Baranya, i den sydvästra delen av landet, 170 km söder om huvudstaden Budapest. Toppen på Misina är 529 meter över havet.
Terrängen runt Misina är platt åt sydost, men åt nordväst är den kuperad. Runt Misina är det tätbefolkat, med 849 invånare per kvadratkilometer. Närmaste större samhälle är Pécs, 2,0 km sydost om Misina. Runt Misina är det i huvudsak tätbebyggt.